# Gorka Sorarrain
Sorarrain  Agirrezabala est un nom espagnol. Le premier nom de famille, en général paternel, est Sorarrain ; le second, en général maternel, souvent omis, est Agirrezabala.
Gorka Sorarrain Agirrezabala, né le 21 mai 1996 à Tolosa, est un coureur cycliste espagnol. Il évolue au sein de l'équipe Caja Rural-Seguros RGA.

## Biographie
Gorka Sorarrain est originaire de Tolosa, une commune située au Pays basque. Électronicien de formation, il joue au basketball jusqu'à ses vingt-trois ans. Il commence seulement à se consacrer au cyclisme au début de la pandémie de Covid-19, sur un home-trainer d'appartement. Après la fin du confinement, il s'inscrit sur diverses courses cyclotouristes en Espagne,.
Encouragé par un ami, il participe finalement à ses premières compétitions officielles en début d'année 2022, à l'âge de vingt-cinq ans. Il intègre ensuite le club Baqué au mois d'avril. Actif sur le circuit basco-navarrais, il se révèle en obtenant deux victoires et diverses places d'honneur. Il termine également quatrième d'une étape du Tour du Frioul-Vénétie julienne, une course inscrite au calendrier de l'UCI. 
En raison de son âge, il ne peut plus concourir sur le circuit basco-navarrais à partir de 2023. Il souhaite alors intégrer une UCI ProTeam, mais n'y parvient pas. Sorarrain est néanmoins recruté par l'équipe continentale BAI-Sicasal-Petro de Luanda, qui évolue sous licence angolaise. Semi-professionnel, il combine sa carrière cycliste avec son métier d'électronicien, en bénéficiant d'un emploi du temps aménagé. Il effectue sa reprise en février sur l'Essor basque. Le mois suivant, il se classe sixième de la première étape du Tour de l'Alentejo. Il s'illustre ensuite au mois de juin en terminant cinquième du championnat d'Espagne sur route, au milieu de plusieurs coureurs du World Tour.

## Palmarès
- 2022
  - San Gregorio Saria
  - San Bartolomé Sari Nagusia
  - 3e de la Prueba Alsasua